# Sân vận động Anoeta
Sân vận động Anoeta (tiếng Tây Ban Nha: Estadio de Anoeta), hiện được gọi là Reale Arena vì mục đích tài trợ, là một sân vận động bóng đá ở San Sebastián, Xứ Basque, Tây Ban Nha được khánh thành vào năm 1993.
Sân vận động nằm trong Khu liên hợp thể thao Anoeta và chủ yếu được sử dụng cho các trận đấu bóng đá mà đội bóng La Liga Real Sociedad thi đấu trên sân nhà của họ. Tổng sức chứa chỗ ngồi của sân vận động ban đầu là 32.000, bị giới hạn ở khoảng 26.800 do công trình tái phát triển; sức chứa của nó khi hoàn thành vào tháng 9 năm 2019 được báo cáo là 39.313 chỗ ngồi (với khả năng mở rộng lên 42.300 nếu cần thiết), khiến nó trở thành sân vận động lớn thứ 11 ở Tây Ban Nha và lớn thứ 2 ở xứ Basque.